# Xanthophyllum siamense
Xanthophyllum siamense är en jungfrulinsväxtart som beskrevs av William Grant Craib. Xanthophyllum siamense ingår i släktet Xanthophyllum och familjen jungfrulinsväxter. Inga underarter finns listade i Catalogue of Life.